# بيتر كونولي (سياسي)
بيتر كونولي (بالإنجليزية: Peter Connolly)‏ هو سياسي أسترالي، ولد في 8 مايو 1890، وتوفي في 27 أكتوبر 1959. حزبياً، نشط في حزب العمال الأسترالي. وقد انتخب عضو الجمعية التشريعية نيو ساوث ويلز.